# Gasparia montana
Gasparia montana là một loài nhện trong họ Toxopidae.
Loài này thuộc chi Gasparia. Gasparia montana được miêu tả năm 1970 bởi Raymond Robert Forster.